# NGC 838
NGC 838 este o liner situată în constelația Balena. A fost descoperită în 28 noiembrie 1785 de către William Herschel. Se află la o distanță de 55,6 de megaparseci de Pământ.